# アドコート
アドコート株式会社は、気化性防錆紙に代表される特殊紙を中心に販売するメーカー。京都府相楽郡に本社を置く。

## 概要
主力製品である気化性防錆紙「アドパック」の製造販売他、
シリコーン加工、防炎加工など最大加工幅2,200 mmまでのコーティング受託加工を行う。